# Tušino
Tùšino (in russo Тушино) era un villaggio a nord di Mosca, divenuto parte della capitale nel 1960. Fra il 1939 e il 1960 fu considerato città. 
Nella parte meridionale di Tushino scorre il fiume Skhodnya.

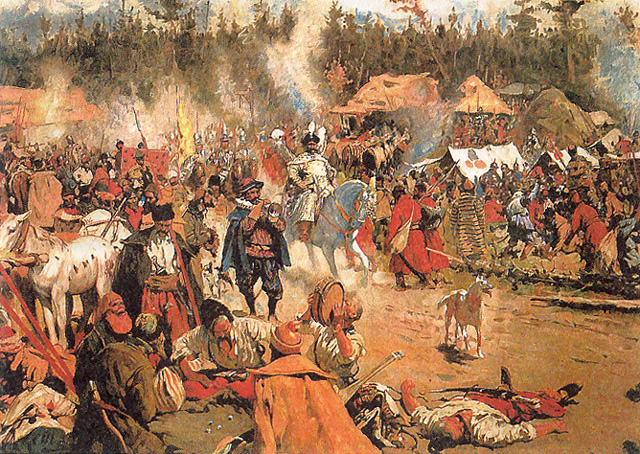
L'accampamento di Tušino in un quadro di Sergej Ivanov

## Storia
I primi insediamenti risalgono al tardo XIV secolo; rientravano nei possedimenti del boiaro Vasìlij Ivànovich Kvashnìn-Tùsha e successivamente dei suoi figli Pyòtr e Semyòn.
Verso la metà del XVI secolo il villaggio e il vicino monastero del Salvatore furono acquisiti dal monastero della Trinità di San Sergio. Nel tardo XVI secolo il monastero forniva alloggio ed ospitalità alle missioni diplomatiche straniere prima del loro arrivo a Mosca. 
Durante il periodo dei torbidi il Falso Dimitri II e i suoi sostenitori si stabilirono a Tušino dove vissero fra il 1608 e il 1610. L'accampamento di Tušino era una replica della corte moscovita. Infatti aveva i suoi prikàz (uffici istituzionali) e addirittura il suo patriarca. Da qui il Falso Dimitry II teneva il Cremlino sotto assedio. Nel dicembre 1609 il "ladro di Tušino" (soprannome con cui veniva indicato il Falso Dimitri II) e sua moglie Marina Mniszech fuggirono verso Kaluga dopo aver perso l'appoggio polacco. Nel 1610 l'armata mista composta da russi e svedesi comandata di Michaìl Skopìn-Šùjskij e Jacob de La Gardie mise in fuga da Tušino i sostenitori del Falso Dimitri II. In seguito il monastero fu abbandonato ed il villaggio andò in rovina. 
Nella seconda metà del XIX secolo Tušino vide nascere insediamenti industriali con mulini a vento e industrie tessili. Negli anni venti fu costruita una fabbrica di conserve. Nel 1929 il governo sovietico vi stabilì una scuola per piloti della Osoaviakhim e quindi un aeroporto con strutture di ricerca e fabbriche aeronautiche.